# 압둘라 야민

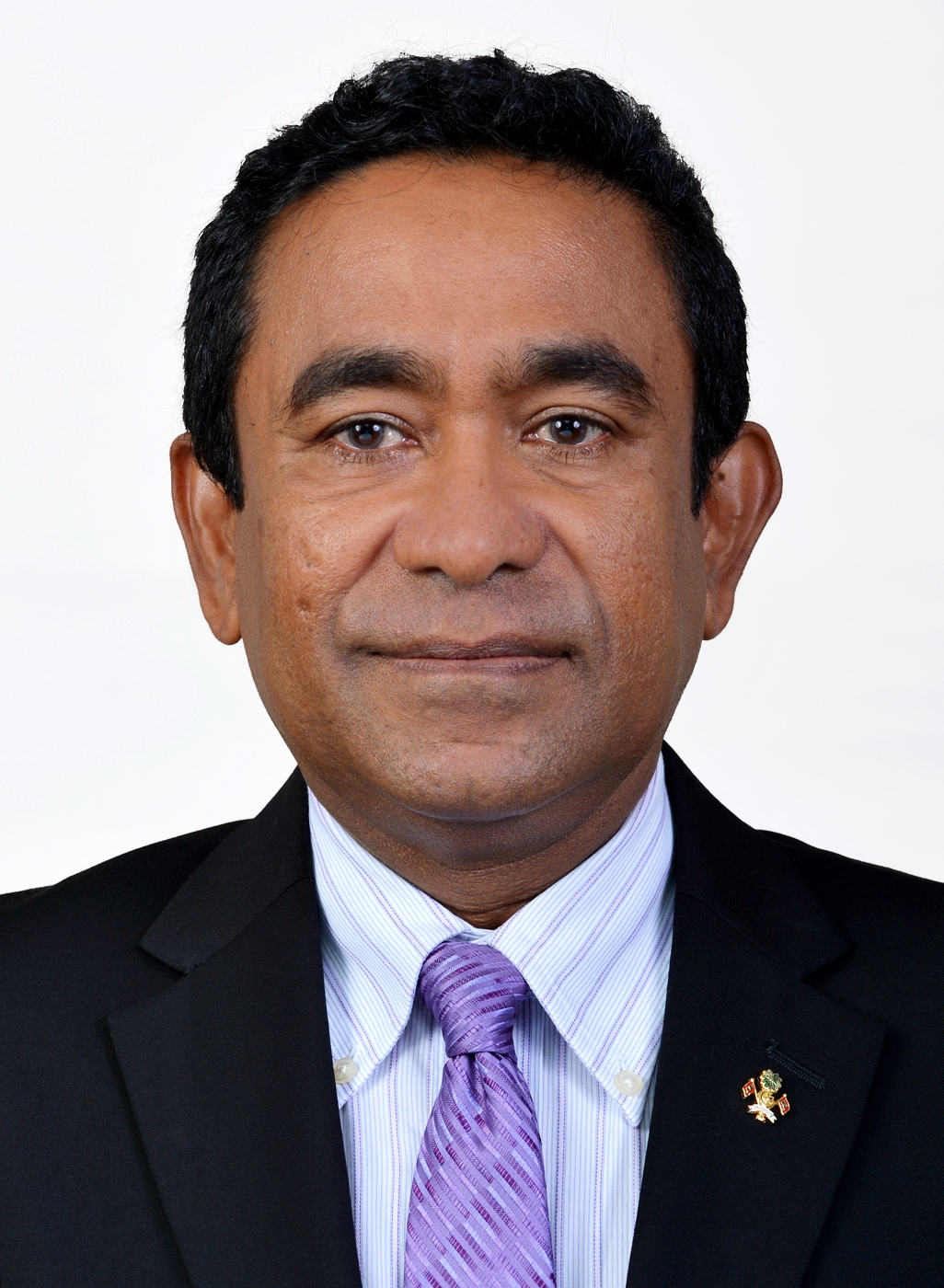
압둘라 야민

압둘라 야민 압둘 가윰(디베히어: އަބްދުﷲ ޔާމީން އަބްދުލް ގައްޔޫމް, 아랍어:  عَبْدُ ٱللّٰه يَمِين عَبْدُ ٱلْقَيُوم, 문화어: 아브둘라 야민 아브둘 가이움, 1959년 5월 21일 말레 ~ )은 몰디브의 정치인으로 2013년 11월 17일부터 2018년 11월 17일까지 몰디브의 제6대 대통령을 역임했다. 소속 정당은 몰디브 진보당이다. 말레 출신으로 1993년부터 의원직을 역임했다.

## 역대 선거 결과
| 선거명      | 직책명          | 대수 | 정당          | 득표율 | 득표수    | 결과 | 당락 |
| ----------- | --------------- | ---- | ------------- | ------ | --------- | ---- | ---- |
| 2013년 선거 | 몰디브의 대통령 | 6대  | 몰디브 진보당 | 51.39% | 111,203표 | 1위  |      |
| 2018년 선거 | 몰디브의 대통령 | 7대  | 몰디브 진보당 | 41.62% | 96,052표  | 2위  | 낙선 |